# Бакнер (Мисури)
Бакнер (енгл. Buckner) град је у америчкој савезној држави Мисури.

## Демографија
По попису из 2010. године број становника је 3.076, што је 351 (12,9%) становника више него 2000. године.
| Група             | 2000.         | 2010.         |
| Белци             | 2.594 (95,2%) | 2.880 (93,6%) |
| Афроамериканци    | 3 (0,1%)      | 11 (0,4%)     |
| Азијати           | 0 (0,0%)      | 3 (0,1%)      |
| Хиспаноамериканци | 54 (2,0%)     | 104 (3,4%)    |
| Укупно            | 2.725         | 3.076         |